# ليبور نميتشك
ليبور نميتشك مواليد 26 أكتوبر 1968 في تشيكوسلوفاكيا، هو لاعب كرة مضرب تشيكي سابق بدأ مسيرته كمحترف سنة 1988 وكان يلعب باليد اليمنى. أعلى تصنيف له في الفردي كان المركز الـ 164 في سنة 1992. أعلى تصنيف له في الزوجي كان المركز الـ 585 في سنة 1994.

## النهائيات

### الفردي: (1)
| الرقم | السنة | الدورة              | الأرضية | المنافس في النهائي | النتيجة في النهائي |
| ----- | ----- | ------------------- | ------- | ------------------ | ------------------ |
| 1.    | 1991  | ساو باولو, البرازيل | صلبة    | برتراند مادسن      | 5–7, 6–4, 6–3      |

## روابط خارجية
- ليبور نميتشك على موقع رابطة محترفي التنس (الإنجليزية)
- ليبور نميتشك على موقع الاتحاد الدولي لكرة المضرب (الإنجليزية)
- ليبور نميتشك على موقع خلاصة التنس.كوم (الإنجليزية)